# Gouverneur van Sint Maarten
De gouverneur van Sint Maarten is de vertegenwoordiger op Sint Maarten van het staatshoofd van het Koninkrijk der Nederlanden.
De gouverneur heeft twee taken: hij vertegenwoordigt en verdedigt de algemene belangen van het Rijk en is hoofd van de regering van Sint Maarten. Hij is tevens vertegenwoordiger op Sint Maarten van het staatshoofd van het Koninkrijk. Als staatshoofd is de gouverneur immuun. De gouverneur oefent de uitvoerende macht uit met als verantwoordelijken de ministers, die verantwoordelijk zijn voor de Staten van Sint Maarten. De gouverneur heeft geen politieke verantwoordelijkheden en maakt geen onderdeel uit van het Kabinet. Tijdens de formatie speelt de gouverneur een cruciale rol.
De gouverneur wordt door het staatshoofd aangewezen voor een periode van zes jaar. Deze periode kan worden verlengd met maximaal één termijn. De gouverneur wordt bijgestaan door zijn secretariaat, het kabinet van de gouverneur, en wordt geadviseerd door de Raad van Advies, bestaande uit ten minste 5 leden, aangewezen door de gouverneur.

## Reglement voor de Gouverneur
Bij Rijkswet van 7 juli 2010 is het Reglement voor de Gouverneur van Sint Maarten vastgesteld.
De basis hiervoor vinden we in artikel 2 van het Statuut voor het Koninkrijk der Nederlanden.
In het reglement staan regels over benoeming en ontslag van de gouverneur en over zijn bevoegdheden als orgaan van het Koninkrijk.
Op 10 oktober 2010 werd Sint Maarten een land binnen het Koninkrijk der Nederlanden. Voor deze datum vertegenwoordigde de gouverneur van de Nederlandse Antillen tevens Sint Maarten.